# ラムセス2世の巨像

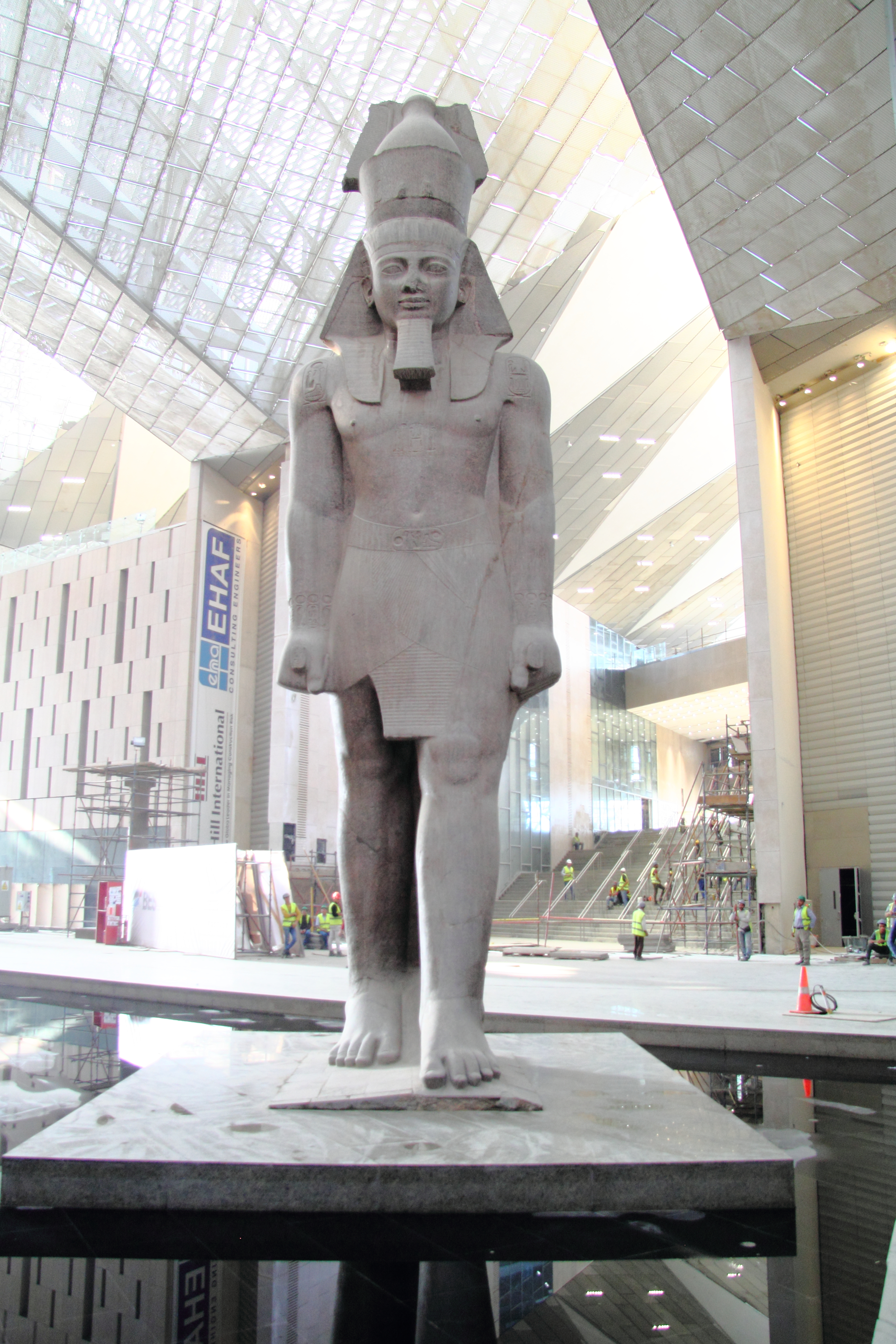
ラムセス2世像（2019年11月）

ラムセス2世像（アラビア語: تمثال رمسيس الثاني）は、エジプト第19王朝のファラオ・ラムセス2世を象った彫像。

## 歴史
紀元前1213年頃に建造された彫像は赤い花崗岩でできており、その重さは83t。独特の建築様式が施されている。
1820年、メンフィスのプタハ大神殿南門跡にほど近いミート・ラヒーナ村において、サルデーニャのエジプト学者であったジョヴァンニ・バティスタ・カヴィグリアによって6つに割れていた彫像が発見された。トスカーナのエジプト学者であったイッポリト・ロゼリーニが像を大公レオポルド2世に献上しようとして移動を申し出たが、資金難や移動そのものが困難であることを理由に断られた。ムハンマド・アリーも同様の提案を大英博物館に対して行ったが、レオポルド2世と同じ理由で拒否された。そのため、発見後もメンフィスに放置されたままだった。
1955年、エジプト共和国の革命指導評議会議長であったガマール・アブドゥル＝ナーセルはエジプト革命2周年を記念して、像を戦車に乗せて首都カイロのミスル駅外にあるバブ・アル・ハディド広場に移し、その後、ラムセス広場と改名された。ここで像は11mの高さに組み立て直されて内部の鉄棒で固定された。噴水の端にある3mの台座の上に建てられたため、像全体の高さは都合14mとなった。
エジプトの経済発展に伴い、ラムセス広場に位置する像は腐食や付近を通行する自動車の排気ガスや地下鉄の振動に晒される懸念が深刻化したことから、彫像を建てるのに適した場所ではないと判断されたため、2006年8月25日にギーザの大エジプト博物館建設敷地内に2台のフラットバックトラックで移送され、修復されて一時的に保管されていた。
2018年1月25日、エジプト軍の軍楽隊と騎馬隊の護衛を受けながら、完成が近づいた大エジプト博物館の正面玄関に2台繋げたトレーラーで移設された。